# Rifargia felderi
Rifargia felderi är en fjärilsart som beskrevs av William Schaus 1901. Rifargia felderi ingår i släktet Rifargia och familjen tandspinnare. Inga underarter finns listade.